# 庫西帕塔區
庫西帕塔區（西班牙語：Distrito de Cusipata），是秘魯的一個區，位於該國南部庫斯科大區的基斯皮坎奇省，始建於1940年9月5日，面積248.03平方公里，海拔高度3,310米，2005年人口4,444，人口密度每平方公里18人。